# بروس موراي (لاعب كريكت)
بروس موراي (18 سبتمبر 1940 - 10 يناير 2023) (بالإنجليزية: Bruce Murray)‏ هو لاعب كريكت نيوزلندي. شارك مع منتخب نيوزيلندا الوطني للكريكت. أما مع النوادي، فقد لعب مع Wellington cricket team ‏.

## وصلات خارجية
- بروس موراي على موقع إي آس بي آن كريك إنفو (الإنجليزية)